# Síugrás az 1972. évi téli olimpiai játékokon
Az 1972. évi téli olimpiai játékokon a síugrás versenyszámait Szapporóban rendezték február 6-án és 11-én. Két versenyszámot rendeztek: a normálsáncot (70 méter) és nagysáncot (90 méter). Nagysáncon meglepetésre a fiatal Wojciech Fortuna lengyel versenyző nyert, akit csupán tapasztalatszerzés céljából indított a lengyel szövetség.

## Éremtáblázat
(A rendező ország csapata eltérő háttérszínnel, az egyes számoszlopok legmagasabb értéke vagy értékei vastagítással kiemelve.)
| Az 1972. évi téli olimpiai játékok éremtáblázata síugrásban | Az 1972. évi téli olimpiai játékok éremtáblázata síugrásban | Az 1972. évi téli olimpiai játékok éremtáblázata síugrásban | Az 1972. évi téli olimpiai játékok éremtáblázata síugrásban | Az 1972. évi téli olimpiai játékok éremtáblázata síugrásban | Olimpia  |
| ----------------------------------------------------------- | ----------------------------------------------------------- | ----------------------------------------------------------- | ----------------------------------------------------------- | ----------------------------------------------------------- | -------- |
|                                                             | Ország                                                      | Arany                                                       | Ezüst                                                       | Bronz                                                       | Összesen |
| 1.                                                          | Japán (JPN)                                                 | 1                                                           | 1                                                           | 1                                                           | 3        |
| 2.                                                          | Lengyelország (POL)                                         | 1                                                           | 0                                                           | 0                                                           | 1        |
|                                                             |                                                             |                                                             |                                                             |                                                             |          |
| 3.                                                          | Svájc (SUI)                                                 | 0                                                           | 1                                                           | 0                                                           | 1        |
|                                                             |                                                             |                                                             |                                                             |                                                             |          |
| 4.                                                          | NDK (GDR)                                                   | 0                                                           | 0                                                           | 1                                                           | 1        |
|                                                             |                                                             |                                                             |                                                             |                                                             |          |
| Összesen                                                    | Összesen                                                    | 2                                                           | 2                                                           | 2                                                           | 6        |

## Érmesek
| Az 1972. évi téli olimpiai játékok érmesei síugrásban |                                        |       |                              |       |                              |       |
| Versenyszám                                           | Arany                                  | Arany | Ezüst                        | Ezüst | Bronz                        | Bronz |
| Normálsánc (70 m)                                     | Kaszaja Jukio · Japán (JPN)            | 244,6 | Konno Akicugu · Japán (JPN)  | 234,8 | Aocsi Szeidzsi · Japán (JPN) | 229,5 |
| Nagysánc (90 m)                                       | Wojciech Fortuna · Lengyelország (POL) | 219,9 | Walter Steiner · Svájc (SUI) | 219,8 | Rainer Schmidt · NDK (GDR)   | 219,3 |